# P. A. Yeomans
Percival Alfred Yeomans (1905 - noviembre de 1984) fue un inventor australiano conocido por el diseño Keyline como sistema de desarrollo de una tierra con el fin de incrementar su fertilidad. Como ingeniero de minas y ensayador de oro, Yeomans desarrolló algo de conocimiento sobre hidrología y diseño de equipamiento. Tras la muerte de su cuñado en un incendio, Yemoans asumió el mantenimiento de un gran tramo de tierra que más tarde llamaría Nevallan en Nueva Gales del Sur. Allí el desarrolló nuevos métodos y equipamientos para el cultivo. Sus diseños le hicieron ganar el Premio Príncipe Felipe de Australia en 1974.
P. A. Yeomans escribió cuatro libros: The Keyline Plan, The Challenge of Landscape, Water For Every Farm y The City Forest.